# Pharidae
Pharidae zijn een familie van tweekleppigen uit de orde Adapedonta.

## Indeling
- Afrophaxas  Cosel, 1993
- (†) Capistrocardia Tate, 1887
- Subfamilie Cultellinae Davies, 1935
- Cultellus  Schumacher, 1817
- Ensiculus  H. Adams, 1860
- Ensis  Schumacher, 1817
- Leguminaria  Schumacher, 1817
- Nasopharus  Cosel, 1993
- Neosiliqua  Habe, 1965
- Orbicularia  Deshayes, 1850
- Subfamilie Pharellinae Stoliczka, 1870
  - Novaculina  Benson, 1830
  - Pharella  Gray, 1854
  - Sinonovacula  Prashad, 1924
- Subfamilie Pharinae H. Adams & A. Adams, 1856
- Pharus  Leach in Brown, 1844
- Phaxas  Leach in Gray, 1852
- Subfamilie Siliquinae Bronn, 1862
- Siliqua  Megerle von Mühlfeld, 1811
- Sinucultellus  Cosel, 1993
- Sinupharus  Cosel, 1993